# Grishuvud

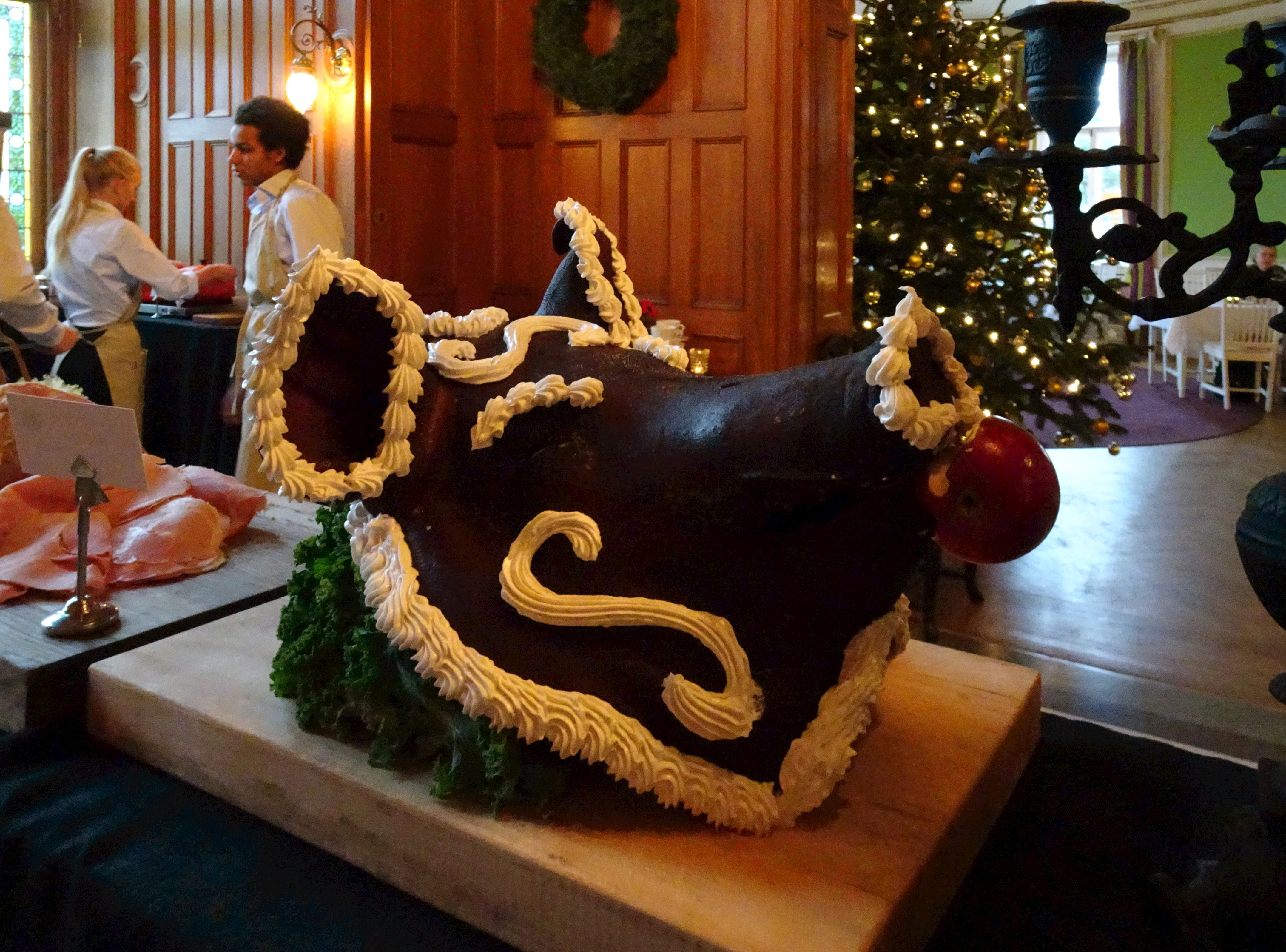
Julhös, ett juldekorerat grishuvud med ett äpple i munnen.

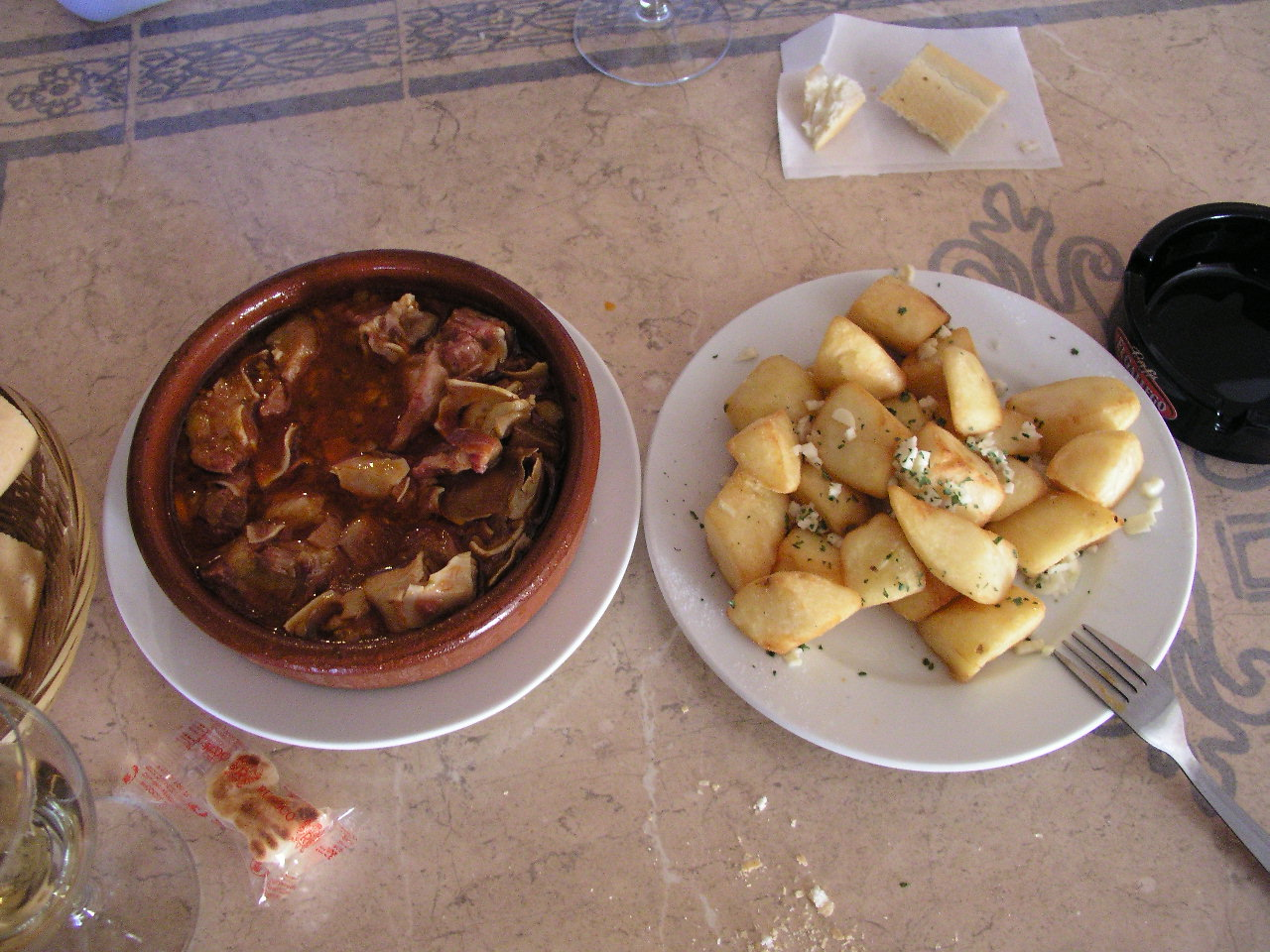
En måltid med grisöron från det spanska köket.

Grishuvud är svinets huvud som styckningsdetalj. Ett helstekt grishuvud kan användas som dekoration på julbord (se julhös), ibland med ett äpple i grisens mun. Köttet i ett grishuvud används även tillsammans med kalvkött vid tillagning av pressylta och äts som smörgåspålägg med till exempel rödbetor. Kokt rökt grishuvud dekorerat med smörkristyr serveras kallt med senap. Man äter främst kinderna.
Grisöron serveras i en del länder, ofta som tilltugg eller en sidorätt. I exempelvis Kina anses det vara en delikatess på finrestauranger. Torkade grisöron säljs även som hundgodis. Den faktiska fetthalten i grisöronen brukar vara omkring 25 procent. För många grisöron i veckan kan leda till att hunden drabbas av övervikt eller diarré. År 2014 upptäcktes salmonellabakterier och antibiotikaresistenta ESBL-bakterier i grisöron som såldes i Sverige.